# 아직도 결혼하고 싶은 여자
《아직도 결혼하고 싶은 여자》는 2010년 1월 20일부터 2010년 3월 11일까지 매주 수요일, 목요일 밤 9시 55분에 MBC에서 방송된 수목 드라마이다. 2004년에 방송된 《결혼하고 싶은 여자》의 4년 후 이야기를 담았다.
다만, 현실성이 떨어지는 설정 등의 이유 탓인지 한자릿수 시청률로 기대 이하의 성적에 그쳤으며 박진희가 맡았던 이신영 역은 당초 엄정화가 낙점됐으나 영화 베스트셀러 촬영 스케줄과 맞물려 고사했다.

## 등장 인물

### 주요 인물
- 박진희 : 이신영 역
- 엄지원 : 정다정 역
- 왕빛나 : 김부기 역
- 이필모 : 윤상우 역
- 김범 : 하민재 역
- 최철호 : 나반석 역
- 박지영 : 최상미 역

### 주변 인물
- 김용희 : 최명석 역
- 안혜경 : 혜진 역

### 그 외
- 국지연
- 김규선 : 반지녀 역
- 노익현
- 천우희 : 방송국 직원 역
- 민아령
- 김승민